# 헨리크 페트리흐
헨리크 페트리흐(폴란드어: Henryk Petrich, 1959년 1월 10일~)는 폴란드의 전 권투 선수이다. 1988년 하계 올림픽 남자 라이트헤비급 동메달을 획득했으며  세계 선수권 대회에서 동메달 1개, 유럽 선수권 대회에서 은메달 1개를 획득했다.